# 石寿芳
石寿芳（1964年—），甘肃岷县人，汉族，中华人民共和国政治人物、第十二届全国人民代表大会甘肃地区代表。
毕业于岷县禾驮乡初级中学专业。加入中国共产党。2013年，担任全国人大代表。